# 偃月之日
《偃月之日》是樹德科技大學的4位學生創作的游戏，將《山海經》的天狗傳說與近年的氣候變遷結合構思。團隊由於在2015年日本尋材接觸了天狗，因此激發靈感。故事中玩家扮演天狗 (日本)，操縱物件來獲得或破壞日月。获得2016 全國 4C 數位創作競賽遊戲類金獎和2016 Acg 巴哈姆特行動遊戲組優選。